# Nicolas Anelka
Nicolas Sébastien Anelka (pronunție în franceză [ni.kɔ.la a.nɛl.ka]; n. 14 martie 1979, Le Chesnay, Île-de-France, Franța) este un fost fotbalist francez, care a jucat pe postul de atacant. Carlo Ancelotti îl descrie ca un jucător rapid cu un bun joc aerian, tehnică, șut, precum și dribbling.  S-a transferat la Chelsea de la Bolton Wanderers pentru 15 milioane de lire sterline. El a devenit unul din jucătorii pentru care s-au plătit cei mai mulți bani, depășind 85 de milioane de lire sterline în transferurile sale.
Anelka s-a convertit la islam în 2004 și a adoptat numele de musulman Abdul-Salam Bilal.

## Cariera
Anelka a început fotbalul la juniorii lui Paris Saint-Germain.

### Arsenal
În februarie 1997, la vârsta de 17 ani, el a fost cumpărat de Arsenal pentru 500 de mii de lire sterline, fiind dorit de pe atunci nou-numitul antrenor Arsène Wenger. Anelka a îsncris primul gol pentru Arsenal în meciul cu Manchester United, încheiat 3-2 pentru tunari. În sezonul 1996-1997 a primit puține șanse de a intra pe teren, dar în sezonul următor a jucat mai des, datorită accidentării atacantului Ian Wright. Anelka a fost un om de bază în câștigarea eventului, marcând al doilea gol al meciului cu Newcastle United din Finala Cupei Angliei 1998, câștigat de Arsenal cu 2-0.
Un jucător cu un bun control al mingii, el a câștigat premiul PFA pentru cel mai talentat tânăr jucător în sezonul 1998-1999, marcând 17 goluri dar Arsenal nu a reușit să câștige campionatul în acel sezon și nu a ajuns departe în Liga Campionilor. În curând, Anelka a cerut un salariu mai mare, fiind nemulțumit, printre altele, și de felul în care presa britanică de sport s-a comportat cu el. El marcase 28 de goluri în 90 de meciuri jucate pentru Arsenal. Speculațiile pe marginea transferului, precum și nemulțumirile sale tot mai dese i-au făcut pe fanii tunarilor să-l poreclească „Le Sulk” (engleză Supăratul).

### Real Madrid
A fost tranferat de Real Madrid în vara lui 1999 pentru 22,3 milioane de lire sterline. Anelka a avut un început bun de sezon, dar curând a căzut în dizgrația fanilor, a coechipierilor și a antrenorului Vicente del Bosque, și nu a mai vrut să se antreneze, primind o suspendare de 45 de zile. Deși a înscris goluri importante în Liga Campionilor, sezonul 1999-2000, printre care cele marcate în ambele manșe ale semi-finalei cu Bayern München, fiind și titular în finala câștigată în fața Valenciei cu 3-0, el nu mai era dorit la club.

### Întoarcerea la PSG
Anelka a revenit la PSG, clubul unde făcuse junioratul. Paris Saint-Germain a plătit pentru el 22 de milioane de lire sterline. Aici a intrat în conflict cu antrenorul Luis Fernández, care a renunțat la el în ciuda meciurilor bune făcute la formația pariziană. Astfel că, după 8 luni, în decembrie 2001, Anelka a revenit în Premiership, într-un împrumut la Liverpool.

### Liverpool
A revenit în Premier League după 30 de luni, fiind împrumutat până la sfârșitul sezonului. Deși și-a ajutat echipa să termine campionatul pe locul 2, marcând cu Everton,
Fulham, Blackburn Rovers, Ipswich Town, și în Cupa Angliei cu Birmingham City,, antrenorul de atunci a lui Liverpool, Gérard Houllier, a decis să nu-l păstreze și l-a ales pe viitorul său coleg de la Bolton, senegalezul El Hadji Diouf.

### Manchester City
Pe 24 mai 2004 a ajuns la echipa Manchester City, care a plătit pentru el 13 milioane de lire sterline, un record pentru club la vremea aceea, club antrenat de Kevin Keegan. În primul său sezon la City, Anelka a fost cel mai bun marcator al clubului, cu 14 goluri, printre golurile sale numărându-se un gol în ultimul Manchester Derby de pe Maine Road împotriva rivalei Manchester United, unul cu Arsenal și unul în ultimul minut al partidei de pe Anfield, după ce marcase din penalty chiar cu un minut înainte. În al doilea său sezon la City a fost din nou golgheter, cu 25 de goluri. La 16 octombrie 2004, Anelka a obținut și transformat o lovitură de pedeapsă în meciul cu Chelsea care a dus la prima înfrângere a lui José Mourinho pe banca albaștrilor.

### Fenerbahçe
În ianuarie 2005, echipa engleză a confirmat că Anelka a fost transferat de echipa turcă Fenerbahçe în schimbul a 7 milioane de lire sterline. Anelka a ajutat echipa turcă să câștige titlul în 2005. În august același an, s-a speculat pe seama unui transfer la Newcastle United, dar transferul nu s-a realizat. Anelka a rămas încă un an la echipa turcă și a jucat chiar și în Liga Campionilor 2005-2006, însă Fenerbahçe a terminat ultima în grupă.

### Bolton Wanderers
Pe 25 august 2006, Anelka a semnat un contract pe 4 ani cu echipa engleză Bolton Wanderers. Bolton a plătit 8 milioane de lire sterline pentru Anelka, cea mai mare sumă plătită pentru un fotbalist de către club la acea vreme. Anelka a debutat pentru Bolton împotriva lui Watford pe 9 septembrie 2006. A marcat primul gol la 19 septembrie într-un meci de Cupa Ligii cu Walsall, ultimul din deplasarea câștigată cu 3-1. A mai marcat, printre altele, și în poarta fostei sale echipe Arsenal. La finalul sezonului de Premier League 2006–2007, el a fost golgheterul lui Bolton cu 10 reușite.

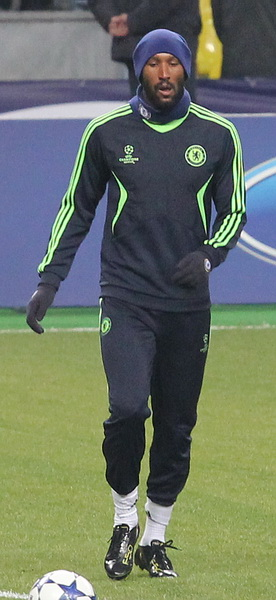
Anelka la Chlsea

În ianuarie 2007, Arsenal a vrut să îl transfere din nou pe atacantul francez. Totuși, antrenorul lui Bolton de atunci, Sammy Lee, a reușit să-l convingă pe Anelka să rămână. El a semnat un contract pe 4 ani la data de 30 august, valabil până în 2011.

### Chelsea
În ianuarie 2008, Chelsea a plătit pentru el 15 milioane de lire sterline. Anelka a debutat la Chelsea pe 12 ianuarie 2008, în meciul cu Tottenham Hotspur. Pe 26 ianuarie a înscris primul său gol în Cupa Angliei cu Wigan Athletic. Primul gol în campionat l-a înscris împotriva lui Portsmouth, însă nu a mai înscris deloc până la sfârșitul sezonului 2007-2008. În mai 2008, în finala UEFA Champions League cu Manchester United, Anelka a ratat penaltiul decisiv, care a fost apărat de către portarul Edwin van der Sar. Manchester United a devenit astfel deținătoarea UEFA Champions League. Pe 3 august 2008, Anelka a înscris 4 goluri în victoria 5-0 din amicalul disputat împotriva lui AC Milan. În 2012, managerul lui Portsmouth, Harry Redknapp l-a dorit, dar echipa lui nu a vrut să plătească 8,2 milioane de lire pentru a-l aduce pe Anelka pe Fratton Park.

### Shanghai Shenhua

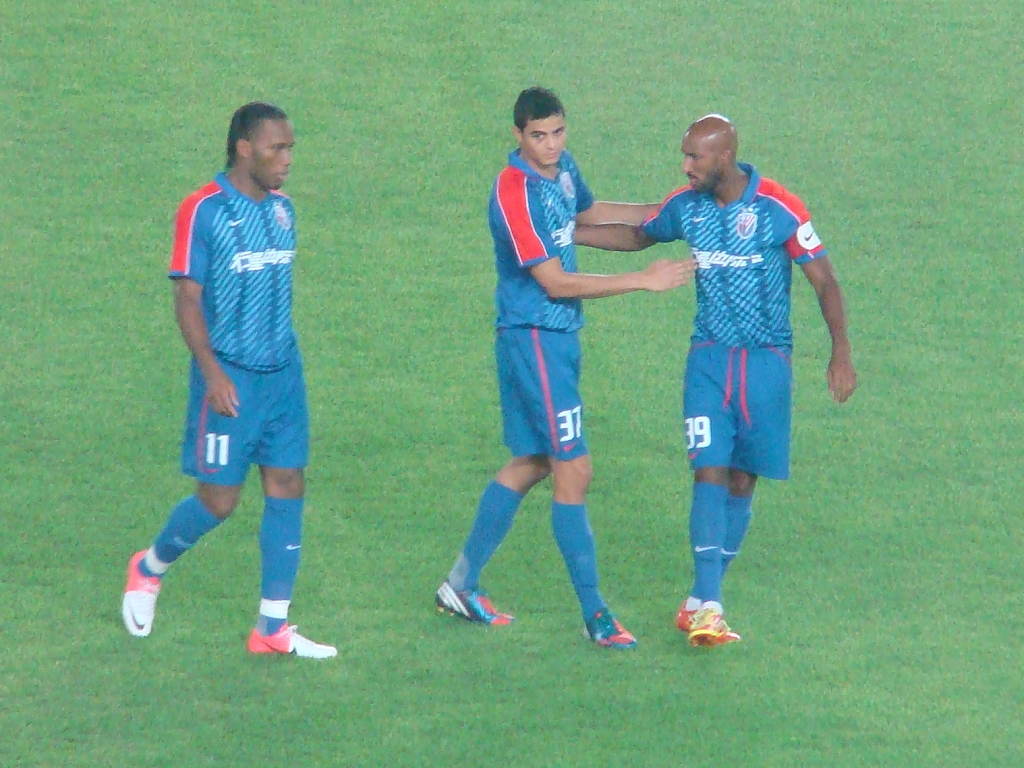
Anelka alături de Giovanni Moreno și fostul său coechipier de la Chelsea, Didier Drogba, la Shanghai Shenhua.

În cele din urmă este vândut de Chelsea la clubul chinez Shanghai Shenhua, primind un salariu anual de 12 milioane de euro. A marcat primul gol în Prima Ligă Chineză pe data de 16 martie 2012, într-o înfrângere din deplasare, scor 3–2, cu rivala Beijing Guoan. La 11 aprilie 2012 a fost numit în stafful tehnic, condus de antrenorul principal Jean Tigana. Are și aici un conflict cu fanii. La echipă a ajuns și fostul său coechipier de la Chelsea, Didier Drogba, căruia i-a oferit două pase de gol în meciul cu Shandong Luneng din 25 august, meci în care a marcat și un gol.

### Juventus
La 26 ianuarie 2013, Anelka a ajuns la Juventus, fiind împrumutat timp de cinci luni. A debutat pentru Juventus într-un meci cu Celtic din Liga Campionilor. Anelka a mai jucat în două meciuri în Serie A pentru „Bătrâna doamnă”, care a câștigat titlul.

### Mumbai City
La 15 septembrie 2014, Anelka ajunge la Mumbai City din nou formata Indian Super League.

## La echipa națională

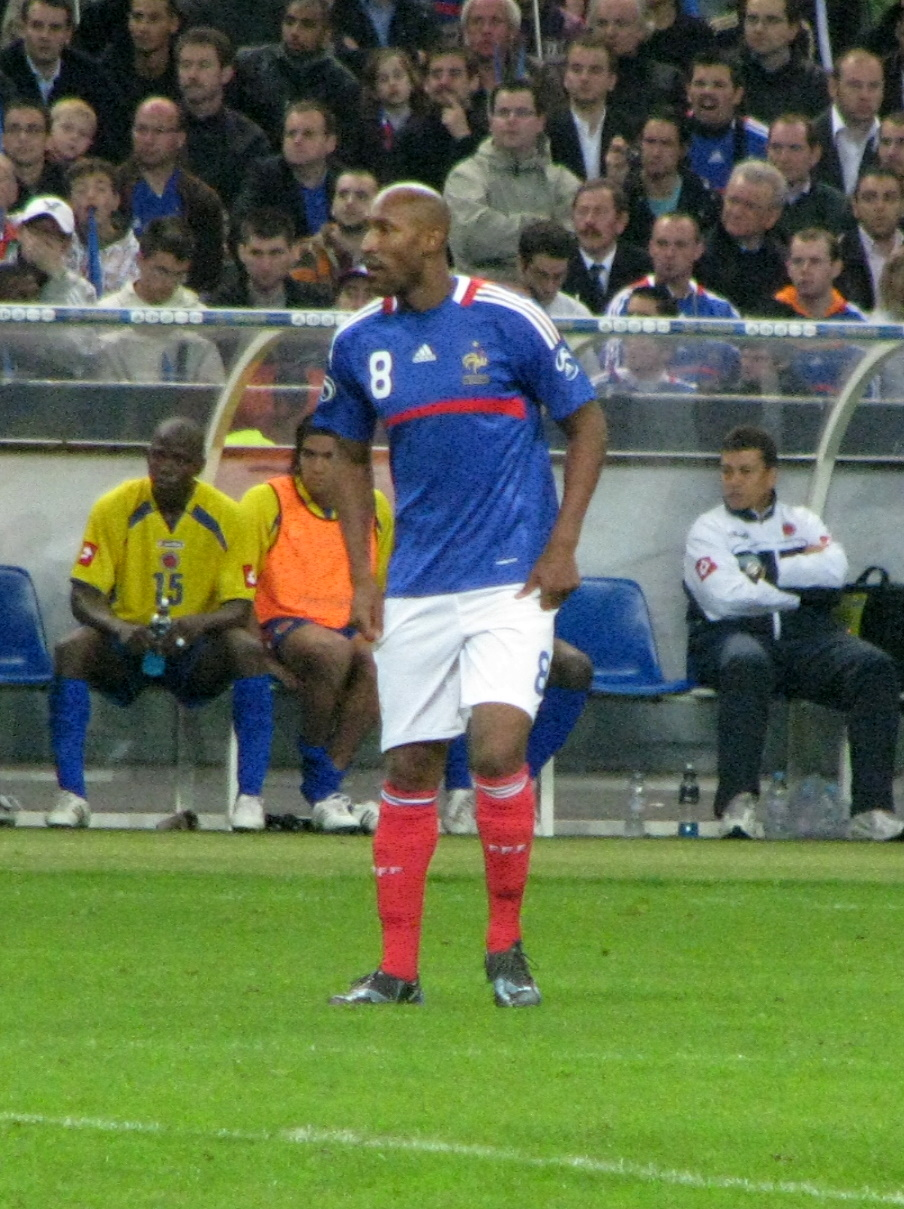
Anelka jucând pentru France

Anelka a jucat la naționala Franței U20 la Campionatul Mondial de Fotbal U20 din 1997 și a debutat la echipa mare a Franței pe 22 aprilie 1998 într-un meci cu Suedia. În 2006, când atacantul Djibril Cissé s-a accidentat, Anelka a sperat ca el să fie convocat. Nu s-a întâmplat însă așa. În locul lui Cissé a fost chemat jucătorul lui Lyon, Sidney Govou. Atunci, Anelka a spus că se aștepta să fie convocat și că nu înțelege decizia selecționerului Franței. Anelka a fost convocat în cele din urmă la Euro 2008 din Austria și Elveția. A început ca titular meciul împotriva României, dar a fost înlocuit în minutul 72. Nu a mai fost titular în meciurile cu Olanda și Italia, intrând doar din postura de rezervă, probabil din cauza prestației slabe pe care a avut-o în meciul cu România. Ultimul gol pentru „cocoșii galici” l-a marcat cu Irlanda, la 14 noiembrie 2009. Anelka este cunoscut pentru sărbătorirea golurilor în stil fluture, deoarece fiicei sale îi plac fluturii.

### Goluri date în competiții amicale/preliminare/finale
| Anelka – goluri pentru Franța | Anelka – goluri pentru Franța | Anelka – goluri pentru Franța | Anelka – goluri pentru Franța | Anelka – goluri pentru Franța | Anelka – goluri pentru Franța | Anelka – goluri pentru Franța  |
| #                             | Data                          | Locație                       | Oponent                       | Scor                          | Rezultat                      | Competiție                     |
| ----------------------------- | ----------------------------- | ----------------------------- | ----------------------------- | ----------------------------- | ----------------------------- | ------------------------------ |
| 1                             | 10 octombrie 1998             | Moscova, Rusia                | align=center\| 1–0            | 3–2                           | Preliminariile Euro 2000      |                                |
| 2                             | 10 februarie 1999             | Londra, Anglia                | Anglia                        | 1–0                           | 2–0                           | Meci amical                    |
| 3                             | 10 februarie 1999             | Londra, Anglia                | Anglia                        | 2–0                           | 2–0                           | Meci amical                    |
| 4                             | 6 iunie 2000                  | Casablanca, Morocco           | Maroc                         | 4–1                           | 5–1                           | Meci amical                    |
| 5                             | 16 august 2000                | Marseille, Franța             | FIFA XI                       | 5–0                           | 5–1                           | Meci amical                    |
| 6                             | 30 mai 2001                   | Daegu, Korea                  | Coreea de Sud                 | 3–0                           | 5–0                           | Cupa Confederațiilor FIFA 2001 |
| 7                             | 9 noiembrie 2005              | Fort-de-France, Franța        | Costa Rica                    | 1–2                           | 3–2                           | Meci amical                    |
| 8                             | 11 octombrie 2006             | Sochaux, Franța               | align=center\| 3–0            | 5–0                           | Preliminariile Euro 2008      |                                |
| 9                             | 24 martie 2007                | Kaunas, Lituania              | align=center\| 1–0            | 1–0                           | Preliminariile Euro 2008      |                                |
| 10                            | 2 iunie 2007                  | Saint-Denis, Franța           | Ucraina                       | 2–0                           | 2–0                           | Preliminariile Euro 2008       |
| 11                            | 13 octombrie 2007             | Tórshavn, Feroe               | align=center\| 1–0            | 6–0                           | Preliminariile Euro 2008      |                                |
| 12                            | 1 septembrie 2008             | Stade de France, Saint-Denis  | Serbia                        | 2–0                           | 2–1                           | Calificările CMF 2010          |
| 13                            | 10 octombrie 2009             | Stade de France, Saint-Denis  | align=center\| 3–0            | 5–0                           | Calificările CMF 2010         |                                |
| 14                            | 14 noiembrie 2009             | Croke Park, Dublin            | align=center\| 1–0            | 1–0                           | Calificările CMF 2010         |                                |

## Statistici carieră

### Club
La 28 decembrie 2013.
|               |                      |                | Campionat | Campionat | Cupă            | Cupă            | Cupa Ligii        | Cupa Ligii        | Continental | Continental | Altele  | Altele | Total   | Total  |
| Sezon         | Club                 | Campionat      | Meciuri   | Goluri    | Meciuri         | Goluri          | Meciuri           | Goluri            | Meciuri     | Goluri      | Meciuri | Goluri | Meciuri | Goluri |
| France        | France               | France         | League    | League    | Coupe de France | Coupe de France | Coupe de la Ligue | Coupe de la Ligue | Europa      | Europa      | Altele  | Altele | Total   | Total  |
| ------------- | -------------------- | -------------- | --------- | --------- | --------------- | --------------- | ----------------- | ----------------- | ----------- | ----------- | ------- | ------ | ------- | ------ |
| 1995–96       | Paris Saint-Germain  | Division 1     | 2         | 0         | 0               | 0               | 0                 | 0                 | 0           | 0           | 0       | 0      | 2       | 0      |
| 1996–97       | Paris Saint-Germain  | Division 1     | 8         | 1         | 0               | 0               | 1                 | 0                 | 1           | 0           | 0       | 0      | 10      | 1      |
| Anglia        | Anglia               | Anglia         | Campionat | Campionat | FA Cup          | FA Cup          | League Cup        | League Cup        | Europa      | Europa      | Altele  | Altele | Total   | Total  |
| 1996–97       | Arsenal              | Premier League | 4         | 0         | 0               | 0               | 0                 | 0                 | 0           | 0           | –       | –      | 4       | 0      |
| 1997–98       | Arsenal              | Premier League | 26        | 6         | 9               | 3               | 3                 | 0                 | 2           | 0           | –       | –      | 40      | 9      |
| 1998–99       | Arsenal              | Premier League | 35        | 17        | 5               | 0               | 0                 | 0                 | 5           | 1           | 1       | 1      | 46      | 19     |
| Spania        | Spania               | Spania         | Campionat | Campionat | Copa del Rey    | Copa del Rey    | Copa de la Liga   | Copa de la Liga   | Europa      | Europa      | Altele  | Altele | Total   | Total  |
| 1999–00       | Real Madrid          | La Liga        | 19        | 2         | 1               | 0               | –                 | –                 | 10          | 2           | 3       | 3      | 33      | 7      |
| Franța        | Franța               | Franța         | Campionat | Campionat | Coupe de France | Coupe de France | Coupe de la Ligue | Coupe de la Ligue | Europa      | Europa      | Altele  | Altele | Total   | Total  |
| 2000–01       | Paris Saint-Germain  | Division 1     | 27        | 8         | 0               | 0               | 1                 | 0                 | 9           | 5           | –       | –      | 37      | 13     |
| 2001–02       | Paris Saint-Germain  | Division 1     | 12        | 2         | 1               | 0               | 0                 | 0                 | 7           | 3           | –       | –      | 20      | 5      |
| Anglia        | Anglia               | Anglia         | Campionat | Campionat | FA Cup          | FA Cup          | League Cup        | League Cup        | Europa      | Europa      | Altele  | Altele | Total   | Total  |
| 2001–02       | Liverpool            | Premier League | 20        | 4         | 2               | 1               | 0                 | 0                 | 0           | 0           | 0       | 0      | 22      | 5      |
| 2002–03       | Manchester City      | Premier League | 38        | 14        | 1               | 0               | 2                 | 0                 | –           | –           | –       | –      | 41      | 14     |
| 2003–04       | Manchester City      | Premier League | 32        | 16        | 4               | 4               | 2                 | 0                 | 5           | 4           | –       | –      | 43      | 24     |
| 2004–05       | Manchester City      | Premier League | 19        | 7         | 0               | 0               | 0                 | 0                 | –           | –           | –       | –      | 19      | 7      |
| Turcia        | Turcia               | Turcia         | Campionat | Campionat | Türkiye Kupası  | Türkiye Kupası  | Cupa Ligii        | Cupa Ligii        | Europa      | Europa      | Altele  | Altele | Total   | Total  |
| 2004–05       | Fenerbahçe           | Süper Lig      | 14        | 4         | 2               | 0               | –                 | –                 | 2           | 0           | –       | –      | 18      | 4      |
| 2005–06       | Fenerbahçe           | Süper Lig      | 25        | 10        | 6               | 2               | –                 | –                 | 6           | 0           | –       | –      | 37      | 12     |
| 2006–07       | Fenerbahçe           | Süper Lig      | 0         | 0         | 0               | 0               | –                 | –                 | 2           | 0           | –       | –      | 2       | 0      |
| England       | England              | England        | League    | League    | FA Cup          | FA Cup          | League Cup        | League Cup        | Europa      | Europa      | Altele  | Altele | Total   | Total  |
| 2006–07       | Bolton Wanderers     | Premier League | 35        | 11        | 3               | 0               | 1                 | 1                 | –           | –           | –       | –      | 39      | 12     |
| 2007–08       | Bolton Wanderers     | Premier League | 18        | 10        | 0               | 0               | 0                 | 0                 | 4           | 1           | –       | –      | 22      | 11     |
| 2007–08       | Chelsea              | Premier League | 14        | 1         | 3               | 1               | 2                 | 0                 | 5           | 0           | 0       | 0      | 24      | 2      |
| 2008–09       | Chelsea              | Premier League | 37        | 19        | 5               | 4               | 0                 | 0                 | 12          | 2           | –       | –      | 54      | 25     |
| 2009–10       | Chelsea              | Premier League | 33        | 11        | 4               | 1               | 0                 | 0                 | 7           | 3           | 1       | 0      | 45      | 15     |
| 2010–11       | Chelsea              | Premier League | 32        | 6         | 3               | 1               | 1                 | 2                 | 9           | 7           | 1       | 0      | 46      | 16     |
| 2011–12       | Chelsea              | Premier League | 9         | 1         | 0               | 0               | 2                 | 0                 | 4           | 0           | –       | –      | 15      | 1      |
| China         | China                | China          | League    | League    | FA Cup          | FA Cup          | CSL Cup           | CSL Cup           | Asia        | Asia        | Altele  | Altele | Total   | Total  |
| 2012          | Shanghai Shenhua     | Super League   | 22        | 3         | 1               | 0               | –                 | –                 | –           | –           | –       | –      | 23      | 3      |
| Italia        | Italia               | Italia         | Serie A   | Serie A   | Coppa Italia    | Coppa Italia    | Cupa Ligii        | Cupa Ligii        | Europa      | Europa      | Altele  | Altele | Total   | Total  |
| 2012–13       | Juventus             | Serie A        | 2         | 0         | 0               | 0               | –                 | –                 | 1           | 0           | 0       | 0      | 3       | 0      |
| England       | England              | England        | League    | League    | FA Cup          | FA Cup          | League Cup        | League Cup        | Europa      | Europa      | Altele  | Altele | Total   | Total  |
| 2013–14       | West Bromwich Albion | Premier League | 9         | 2         | 0               | 0               | –                 | –                 | 0           | 0           | 0       | 0      | 9       | 2      |
| Total         | France               | France         | 49        | 11        | 1               | 0               | 2                 | 0                 | 17          | 8           | 0       | 0      | 69      | 19     |
| Total         | England              | England        | 359       | 125       | 39              | 15              | 13                | 3                 | 53          | 18          | 3       | 1      | 467     | 161    |
| Total         | Spain                | Spain          | 19        | 2         | 1               | 0               | —                 | —                 | 10          | 2           | 3       | 3      | 33      | 7      |
| Total         | Turkey               | Turkey         | 39        | 14        | 8               | 2               | —                 | —                 | 10          | 0           | —       | —      | 57      | 16     |
| Total         | China                | China          | 22        | 3         | 1               | 0               | —                 | —                 | —           | —           | —       | —      | 23      | 3      |
| Total         | Italy                | Italy          | 2         | 0         | 0               | 0               | 0                 | 0                 | 1           | 0           | 0       | 0      | 3       | 0      |
| Total carieră | Total carieră        | Total carieră  | 487       | 154       | 50              | 17              | 15                | 3                 | 91          | 28          | 6       | 4      | 649     | 206    |

### Internațional
La 17 iunie 2010.
| Franța | Franța  | Franța |
| An     | Meciuri | Goluri |
| ------ | ------- | ------ |
| 1998   | 3       | 1      |
| 1999   | 7       | 3      |
| 2000   | 10[A]   | 2[A]   |
| 2001   | 7       | 1      |
| 2002   | 1       | 0      |
| 2003   | 0       | 0      |
| 2004   | 0       | 0      |
| 2005   | 2       | 1      |
| 2006   | 3       | 1      |
| 2007   | 10      | 3      |
| 2008   | 11      | 1      |
| 2009   | 9       | 2      |
| 2010   | 6       | 0      |
| Total  | 69      | 14     |

Note
A Includes one appearance and one goal from the match against FIFA XI on 16 august 2000 which FIFA and the French Football Federation count as an official friendly match.

## Palmares
| Arsenal - Premier League: 1997–98 - FA Cup: 1997–98 - FA Charity Shield: 1998 Real Madrid - Liga Campionilor UEFA: 1999–2000 PSG - UEFA Intertoto Cup: 2001 Fenerbahçe - Süper Lig: 2004–05 Chelsea - FA Cup (2): 2008–09, 2009–10 - FA Community Shield: 2009 - Premier League: 2009–10 Juventus - Serie A: 2012–13 | Franța - UEFA U-18 European Football Championship: 1997 - Campionatul European de Fotbal: 2000 - Cupa Confederațiilor FIFA: 2001 - Premier League Player of the Month (2): februarie 1999, noiembrie 2008 - PFA Team of the Year (2): 1998–99, 2008–09 - Barclays Golden Boot: 2008–09 - PFA Young Player of the Year: 1999 - FA Cup — Golgheter: 2008–09 - A marcat peste 100 de goluri în Premier League |